# IC 2406
IC 2406 ist eine linsenförmige Radiogalaxie vom Hubble-Typ S0/a im Sternbild Krebs auf der Ekliptik. Sie ist schätzungsweise 205 Millionen Lichtjahre von der Milchstraße entfernt und hat einen Durchmesser von etwa 65.000 Lj.

Im selben Himmelsareal befinden sich u. a. die Galaxien IC 2398, IC 2407, IC 2409, IC 2418.
Das Objekt wurde am 13. Januar 1901 von Max Wolf entdeckt.